# Jutlandia Saxofonkvartet
Jutlandia Saxophone Quartet er en dansk klassisk saxofonkvartet dannet i 1996 . 

## Historie
Jutlandia Saxofonkvartet blev dannet i 1996 af Kasper Hemmer Pihl, Claus Olesen, Michael H. Lund og Florián Navarro. Kvartettens medlemmer har alle studeret på Det Jyske Musikkonservatorium i Aarhus. Kvartetten markerede sig første gang i 1998 hvor den deltog i Danmarks Radios kammermusikkonkurence. Siden udviklede kvartetten sig til at blive et af de mest aktive ensembler i Danmark, med et aktivt virke i musikforeninger, kirker, festivaler mm.

## Profil
Jutlandia Saxofonkvartet har en meget bred profil, men især bemærkes kvartettens mange arrangementer af store klassiske værker og på den anden side ensemblets stærke engagement i samtidsmusikken, ikke mindst et nært samarbejde med komponister som Kasper Jarnum, Morten Skovgaard Danielsen, Svend Nielsen, Eyvind Gulbrandsen m.fl.

## Besætning
1996-99
- Kasper Hemmer Pihl, sopransaxofon
- Florián Navarro, altsaxofon
- Michael H. Lund, tenorsaxofon
- Claus Olesen, barytonsaxofon

1999-2001
- Claus Olesen, sopransaxofon
- Kasper Hemmer Pihl, altsaxofon
- Trine Jensen-Gadegaard, tenorsaxofon
- Michael H. Lund, barytonsaxofon

2001-2007
- Claus Olesen, sopransaxofon
- Florián Navarro, altsaxofon
- Michael H. Lund, tenorsaxofon
- Kasper Hemmer Pihl, barytonsaxofon

2007-2008
- Claus Olesen, sopransaxofon
- Troels Rømer Rasmussen, altsaxofon
- Henriette Jensen, tenorsaxofon
- Kasper Hemmer Pihl, barytonsaxofon

2008-2010'
- Claus Olesen, sopransaxofon
- Henriette Jensen, altsaxofon
- Trine Jensen-Gadegaard, tenorsaxofon
- Kasper Hemmer Pihl, barytonsaxofon

2011-2013
- Henriette Jensen, sopransaxofon
- Florián Navarro, altsaxofon
- Michael H. Lund, tenorsaxofon
- Kasper Hemmer Pih, barytonsaxofon

2013
- Henriette Jensen, sopransaxofon
- Kasper Hemmer Pih, altsaxofon
- Michael H. Lund, tenorsaxofon
- Florián Navarro,  barytonsaxofon

## Udgivelser
- Jutlandia Saxophone Quartet (Webside ikke længere tilgængelig)

Jan W. Morthensson: Chorale
 Jean Françaix: Petit Quatuor
Louis Andriessen: Widow
 Jean Rivier: Grave et Presto
Jesper Nordin: And Voices Are
Raymond Moulaert: Andante, Fugue and Finale
Arne Mellnäs: No Roses for Madam F
Astor Piazzolla: Tema de Maria
IxtlanCD-001
- Kasper Jarnum – Music for Saxophones (Webside ikke længere tilgængelig)

Når Du Lytter (for bariytonsaxofon solo)
Trio (for klarinet, sopransaxofon and fagot)
Repulsion I (for sopransaxofon solo)
BrummeDrømme (for to tenorsaxofoner)
Der Totschläger und der Rattenfänger (for sopransaxofon og slagtøj)
Repulsion II (for tenor saxophone and piano)
Universet Bæreevne (for saxophone quartet)

IxtlanCD-002
- "Reconstruction – before the silence"

Karl Aage Rasmussen: Camera Oscura

Per Nørgård: Viltir Svanir

Per Nørgård: Esperanza

Svend Nielsen: Tre Sax-Stykker

Michael Nyvang: Reconstruction – before the sience

IxtlanCD-003

## Udvalgte værker skrevet til JSK
- Svend Nielsen: Tre Sax-stykker
- Eyvind Gulbrandsen: Detections and Spinnoffs
- Morten Skovgaard Danielsen: Rex Noster Insanit
- Kasper Jarnum: Universets Bæreevne
- Kasper Jarnum: Take You Higher/Amagerbrogade (for saxofonkvartet og Moog Syntheziser)
- Morten Ladehoff: Sax-Objects

## Links
- Kvartettens hjemmeside
- JSKs side på Facebook
- Barytonsaxofonisten Kasper Pihls hjemmeside Arkiveret 10. september 2005 hos  Wayback Machine